# Samuel Phillips (novinar)
Samuel Phillips, angleški novinar, pisatelj in urednik, * 28. december 1814, London, † 14. oktober 1854, Brighton. 
Bil je sin judovskega trgovca. Izobraževal se je na University College v Londonu in kasneje še v Göttingenu. Odpovedal se je judovski veri, vrnil v Anglijo in se prijavil na Sidney Sussex College, ki je del Univerze v Cambridgeu. Njegov namen je bil postati duhovnik, a je smrt njegovega očeta pomenila, da si ne more privoščiti več kot enega semestra dlje na tej univerzi, zato se je leta 1841 navdušil nad literarnim delom. Napisal je roman z naslovomn Caleb Stukely (1862), pa tudi druge zgodbe. Okrog leta 1845 je pri The Times postal literarni kritik. V sledečem letu je kupil časopis John Bull in ga eno leto urejal. V letih 1852 in 1854 sta izšla dva zvezka njegovih esejev iz The Times. Phillips se je aktivno udejstvoval pri ustvarjanju Crystal Palace Company in napisal njihove opisne vodiče. Leta 1852 mu je Univerza v Göttingenu podelila častni doktorat.